# Eto ne lioubov
Albums de Kino
Natchalnik Kamtchatki
(1984) Notch
(1986)
Eto ne lioubov (en russe : Это не любовь) est un album du groupe soviétique de rock Kino, sorti en 1985.

## Fiche technique
| Eto ne lioubov | Eto ne lioubov                               | Eto ne lioubov | Eto ne lioubov | Eto ne lioubov | Eto ne lioubov | Eto ne lioubov | Eto ne lioubov | Eto ne lioubov | Eto ne lioubov |
| No             | Titre                                        | Durée          |                |                |                |                |                |                |                |
| -------------- | -------------------------------------------- | -------------- | -------------- | -------------- | -------------- | -------------- | -------------- | -------------- | -------------- |
| 1.             | Eto ne lioubov                               | 3:28           |                |                |                |                |                |                |                |
| 2.             | Vesna                                        | 1:59           |                |                |                |                |                |                |                |
| 3.             | Oukhodi                                      | 4:37           |                |                |                |                |                |                |                |
| 4.             | Gorod                                        | 3:45           |                |                |                |                |                |                |                |
| 5.             | Eto lioubov (Prosnis)                        | 3:31           |                |                |                |                |                |                |                |
| 6.             | Riadom so mnoï                               | 3:49           |                |                |                |                |                |                |                |
| 7.             | Ia ob iavliaiou svoy dom (Beziadernaïa zona) | 2:23           |                |                |                |                |                |                |                |
| 8.             | Sacha                                        | 3:16           |                |                |                |                |                |                |                |
| 9.             | Ver mne                                      | 5:33           |                |                |                |                |                |                |                |
| 10.            | Deti prokhodnykh dvorov                      | 1:45           |                |                |                |                |                |                |                |
| 11.            | Mouzyka voln                                 | 4:03           |                |                |                |                |                |                |                |
| 46:32          |                                              |                |                |                |                |                |                |                |                |

| 12. | Razrechi mne | 4:21 |
| 13. | Stichok      | 0:12 |
| 14. | Prokhoji     | 2:48 |

## Membres du groupe
- Viktor Tsoi - guitare, chant
- Yuri Kasparyan - guitare
- Igor Tikhomirov - basse
- Georgiy Guryanov - percussions, chœurs
- Andrei Sigle - claviers